# Prince of Texas
Pour plus de détails, voir Fiche technique et Distribution.
Prince of Texas (Prince Avalanche) est une comédie dramatique américaine coproduite, écrite et  réalisée par David Gordon Green sortie en 2013. Il s'agit d'un remake du film islandais Á annan veg.

## Synopsis
Alvin et le frère de sa petite amie, Lance, quittent la ville pour passer l'été à repeindre des lignes de signalisation sur les routes d'une région ravagée par les incendies.

## Fiche technique
- Titre original : Prince Avalanche
- Titre français : Prince of Texas
- Réalisation : David Gordon Green
- Scénario : David Gordon Green d'après le scénario original de Hafsteinn Gunnar Sigurðsson
- Direction artistique : Richard A. Wright
- Décors : Joshua Locy
- Costumes : Jill Newell
- Montage : Colin Patton
- Musique : Explosions in the Sky et David Wingo
- Photographie : Tim Orr
- Production : James Belfer, David Gordon Green, Lisa Muskat, Derrick Tseng et Craig Zobel
- Sociétés de production : Dogfish Pictures, Muskat Filmed Properties, Rough House Pictures et To Get to the Other Side Productions
- Sociétés de distribution : Magnolia Pictures
- Sociétés de distribution France : Memento Films Distribution
- Pays d’origine :  États-Unis
- Langue : anglais
- Durée : 94 minutes
- Format : Couleurs - 35 mm - 2.35:1 -  Son Dolby numérique
- Genre : Comédie dramatique
- Dates de sortie :
  - États-Unis : 20 janvier 2013 (Festival du film de Sundance)
  - États-Unis : 9 août 2013
  - France : 30 octobre 2013

## Distribution
- Paul Rudd : Alvin
- Emile Hirsch : Lance
- Lance LeGault : Un chauffeur de camion
- Joyce Payne : La dame qui fouille les cendres de sa maison

## Distinctions

### Récompenses
- Festival de Berlin 2013 : Ours d'argent du meilleur réalisateur pour David Gordon Green

### Nominations
- Festival du film de Sundance 2013 : sélection hors compétition « Premieres »
- Festival du film de Sydney 2013 : sélection « Special Presentations at the State »
- Festival du film de Tribeca 2013